# Picot de Cassin
El picot de Cassin (Veniliornis cassini) és una espècie d'ocell de la família dels pícids (Picidae) que habita boscos de les terres baixes al sud de Colòmbia, oest de l'Equador i nord del Perú.